# Winnetou - 1. Teil
Winnetou - 1. Teil é um filme teuto-ítalo-iugoslavo de 1963, dos gêneros aventura e faroeste, dirigido por Harald Reinl, roteirizado por Harald G.Petersson, baseado na obra de Karl May, música de Martin Böttcher.

## Sinopse
Uma saga de amizade começa. Quando o conflito entre brancos e índios é acentuado, por uma estrada de ferro, passando por terras apaches. Nesse momento Old Shatterhand encontra Intschu-Tschuna e seus filhos Winnetou e Nscho-Tschi.

## Elenco
- Lex Barker como Old Shatterhand
- Pierre Brice como Winnetou
- Marie Versini como Nscho-tschi
- Mario Adorf como Frederick Santer
- Walter Barnes como Bill Jones
- Chris Howland como Lord Tuff-Tuff
- Ralf Wolter como Sam Hawkens
- Milivoje Popovic-Mavid como Intschu-tschuna (como Mavid Popovic)
- Dunja Rajter como Belle
- Niksa Stefanini como Bullock
- Branko Spoljar como Bancroft
- Husein Cokic como Will Parker
- Demeter Bitenc como Dick Stone
- Tomoslav Erak como Tangua
- Hrvoje Svob como Klekih-petra